# Beidendorfer See
Der Beidendorfer See (offizieller Name Klempauer Hof-See) ist ein See östlich von Krummesse auf dem Gebiet der Gemeinde Klempau im Kreis Herzogtum Lauenburg in unmittelbarer Nähe zum Lübecker Ortsteil Beidendorf.

## Geographie
Der See ist ein Flachstrandsee. Er hat eine Größe von 9 Hektar und liegt auf einer Höhe von 9,80 m über NN. Die größte Wassertiefe beträgt 6,90 m, die mittlere Tiefe 3,20 m. Das West- und das Südufer sind bewaldet, im Norden führt eine Kreisstraße von Krummesse nach Beidendorf.
Das Gewässer besitzt zwei Abflüsse, den Beidendorfer Graben und den Klempauer Hofseegraben, die über weitere Gräben in Richtung Wakenitz entwässern.

## Geschichte
Das den volkstümlichen Namen gebende Beidendorf wurde früher Begendorf nach dem Lokator Bege genannt.
Der See gehörte um 1330 zur Burg Krummesse. 1379 verkaufte der Ritter Marquard von Krummesse eine Hälfte des Sees zusammen mit der später so genannten Brömbsenmühle an den Lübecker Ratsherrn Segebodo Crispin. 1382 erwarb der Kaufmann Gerhard Darsow gemeinsam mit seinem Bruder Hermann die Hälfte des Dorfes Krummesse sowie die Hälfte von Niemark und einen Anteil am Beidendorfer See für 800 Mark. 1747 fiel der See im Zuge des Vergleichs über die Möllner Pertinenzien an das zu Kurhannover gehörige Herzogtum Lauenburg und zum Gut Klempau, das 1788 vom zugehörigen Dorf Klempau getrennt und erst 1928 wieder mit ihm vereint wurde. Heute ist der See Eigentum des Kreises Herzogtum Lauenburg.
Die Behlendorfer Feldmark war hingegen seit Jahrhunderten Eigentum des St. Johannisklosters in Lübeck.

## Nutzung
Der Beidendorfer See ist verpachtet als Vereinsgewässer des Lübecker Sportfischervereins und verfügt über einen guten Fischbestand an Aalen, Barschen, Hechten, Karpfen und Schleien. Der Angelverein unterhält am See ein Vereinsgelände.
Es ist eine öffentliche Badestelle vorhanden, die im Sommer rege genutzt wird und von der DLRG Lübeck bewacht ist.